# Б'янка Б'янкі
Б'янка Б'янкі (італ. Bianca Bianchi, справжнє ім'я Берта Шварц, нім. Bertha Schwarz ; 28 січня 1855, Гейдельберг — 16 лютого 1947, Зальцбург
) — австрійська класична співачка (колоратурне сопрано).

## Біографія
Дочка театральних акторів, які грали у придворному театрі в Мангаймі. У семирічному віці вперше вийшла на сцену. У 1869—1870 роках навчалася в Аурелії Єгер-Вільчек у Гайдельберзі, потім співала в хорі в Карлсруе. Займалася вокалом у Парижі в Поліни Віардо. У 1873 році отримала перший ангажемент у Гамбурзькій опері і дебютувала в партії Барбарини («Весілля Фігаро» Моцарта). У 1874 році як запрошена солістка співала в лондонському оперному театрі Ковент-Гарден, потім повернулася до Гамбурга. У 1877—1880 роках солістка Карлсбадської опери, в 1878 році з успіхом дебютувала на сцені Віденської придворної опери в партії Арміни («Сомнамбула» Белліні). До 1887 році солістка Віденської придворної опери, потім Мюнхенської (1887—1889 і 1895—1898), Будапештської (1889—1895) та Гамбурзької (1898—1901). Гастролювала в Санкт-Петербурзі (1882) та Москві (1888).
Для виступу Б'янкі на великому благодійному концерті написано вальс Йоганна Штрауса-сина «Голоси весни» (нім. Frühlingsstimmen; 1883), і надалі Б'янкі любила співати цей вальс як вставний номер в опері Лео Деліба «Так сказав король». Позитивний відгук преси отримав концерт 13 листопада 1889 року в Будапешті, в якому Б'янкі вперше виконала три пісні Густава Малера під акомпанемент автора.
У 1897 році Б'янкі вийшла заміж за відомого оперного імпресаріо Бернхарда Полліні.
Після завершення сценічної кар'єри в 1903—1914 pоках викладала в Мюнхенській академії музики, а в 1914—1928 роках — у зальцбурзькому Моцартеумі.
На честь співачки названий астероїд (218) Б'анка, відкритий 1880 року Йоганном Палізою.